# Byšta
Byšta (in ungherese Biste) è un comune della Slovacchia facente parte del distretto di Trebišov, nella regione di Košice.